# Sawinka
Sawinka (biał. Савінка; ros. Савинка) – wieś na Białorusi, w obwodzie grodzieńskim, w rejonie mostowskim, w sielsowiecie Dubno.
W dwudziestoleciu międzywojennym leżała w Polsce, w województwie białostockim, w powiecie grodzieńskim.